# Emilia Chiancóne
Emilia Chiancóne (Bari, 3 maggio 1938 – Roma, 18 dicembre 2018) è stata una biologa italiana.

## Biografia
Fu docente di biologia molecolare all'Università degli Studi di Roma "La Sapienza", presidente dell'Accademia Nazionale delle Scienze detta dei XL, direttrice (1981-2001) del Centro di Studio sulla biologia molecolare al CNR e direttrice (2002-2008) dell'Istituto di biologia e patologia molecolari (Ibpm-CNR).
Si occupò in particolare dell’evoluzione dei meccanismi di regolazione allosterica degli enzimi, per cui ricevette il Premio Feltrinelli.
Morì nel 2018; in sua memoria è stato istituito il premio "Medaglia dei XL Emilia Chiancone" per le scienze biologiche e biochimiche dall'Accademia Nazionale delle Scienze detta dei XL.

## Riconoscimenti
- Professoressa emerita all'Università La Sapienza di Roma[5].
- (2007) Premio Feltrinelli dell'Accademia Nazionale dei Lincei per le scienze biologiche e le sue applicazioni[6].
- (2015) Premio alla carriera conferito dalla  Società Italiana di Storia della Scienza[7].

## Pubblicazioni
- Hemoglobins di Eraldo Antonini, Luigi Rossi-Bernardi, Emilia Chiancone, Johannes Everse, Kim D. Vandegriff e Robert M. Winslow, 1994.
- Macromolecular biorecognition: principles and methods di Irwin Chaiken, Emilia Chiancone, Angelo Fontana e Paolo Neri, Humana Press, Clifton, 1987.
- Structure and function relationships in biochemical systems di Francesco Bossa e Emilia Chiancone, Plenum Press, New York, 1982.
- Methods in enzymology di Sidney P. Colowick, Nathan O. Kaplan, Eraldo Antonini, Emilia Chiancone e Luigi Rossi-Bernardi, Academic Press, New York, 1981.
- Pulsed nuclear magnetic resonance studies on 23Na, 7Li and 35Cl binding to human oxy- and carbon monoxyhaemoglobi di T. E. Bull, Jan Andrasko, Sture Forsén e Emilia Chiancone, Academic Press, London, 1974.[8].